# 黃洋 (足球運動員)
黃洋（Huang Yang，1983年10月19日—），生於中國上海市，是一名已退役的香港足球運動員，司職防守中場，為2012/13年度香港足球先生及香港足球代表隊前隊長，退役前效力香港超級聯賽球會傑志，並且擔任隊長。

## 早年生活
黃洋生於中國上海的普陀區，在10歲時經老師推薦下加入普陀區的青年隊，結果他在小學到初中階段，代表球隊橫掃上海的賽事，並捨棄較佳的中學學業成績，選擇以職業足球為目標，到中三時他由上海申花舉行的選拔中，從接近600名適齡球員中脫穎而出，並選擇輟學3年與其餘7名等適齡球員，保送到巴西著名球會聖保羅學法兩年，期間他與前世界足球先生卡卡於聖保羅的同一位置訓練，然而，當他學成歸來後卻遇上屬會上海申花更換管理層等派系問題。
結果，他與其餘的青年軍被投閒置散，由上海有線02的青年軍取替，後來，由於上海申花與東華大學合作讓他有進修機會，期間他兼任申花預備組、東華大學校隊和中國大學生代表隊隊長，雖然他於2004/05年帶領球隊橫掃中國大學生聯賽、室內五人賽和大運會冠軍，但他都因隊內的潛規則而未能提升到申花一隊，結果當時24歲的黃洋選擇掛靴到外資公司任職品質監控經理，直到在機緣巧合下，他在代表東華大學舊生隊對香港理工大學校隊的交流賽後，獲理工大學邀請來港加入校隊並提供獎學金讓他讀書，期間他在2007年代表校隊參加大專盃時，獲當時準備升班的乙組球會港迪邀請加盟，惟因他拿的是學生簽證不能參與職業足球賽事。

## 球會生涯
直到2011年畢業後，黃洋透過大學同學兼傑志青訓教練李靈峰推薦下，獲傑志總監兼教練朱志光賞識，邀請加盟衛冕冠軍球會傑志，並獲時任西班牙籍教練甘巴爾賞識加盟後即成為球隊中場核心，而他更於對英超球會車路士的巴克萊亞洲錦標賽，首度代表傑志即正選登場，有不俗表現助攻助守外還錄得一次射門，而處子戰不但令黃洋大獲好評，更奠定他在傑志的常規正選位置。
其後，他在職業生涯第二季全季不論在傑志和香港隊都獲得正選兼踢足各場賽事，令球會與他續約3年至2015年，可是他在2013年亞協盃分組賽主場對印度球會邱吉爾兄弟時，因為兩黃一紅而首度於職業生涯中被逐離場，結果黃洋協助球會自1931年創會以來首度晉身亞洲球會賽事最後8強，不過最終傑志在兩回合都以1–2不敵阿爾費薩里緣盡亞協盃。
縱使傑志在2012/13本地球季只能奪得足總盃冠軍，不過黃洋卻憑著優異及穩定的演出，在季尾的香港足球明星選舉壓倒香港隊隊長陳偉豪及南華副隊長李志豪，榮膺本地球壇最高榮譽的香港足球先生，同時繼1987年南華名宿顧錦輝和李海強後第二名防守中場及第二名來自內地的球員當選。2015年10月3日，黃洋在對香港飛馬的高級組銀牌四強，一箭定江山兼取得兩年來首個入球，並在季尾獲選最佳十一人，他在2016/17球季的港超聯冠軍戰，協助賽前落後榜首東方龍獅一分的傑志，以4–1勝出重奪港超聯冠軍兼奪得2018年亞冠盃分組賽資格，季尾，黃洋第三度香港足球明星選舉的最佳十一人。
2020年1月4日菁英盃傑志對標準流浪的比賽，是黃洋為球隊上陣的第250場，令到他和王振鵬、盧均宜、林嘉緯一樣成為替傑志比賽逾250場的球員。
2023年3月15日，黃洋為傑志上陣第300場賽事。
2024年8月7日中银人寿盃杰志对马德里竞技是他为杰志上阵的最后一场赛事，该比赛后宣布退役，结束约20年的职业生涯。

## 國際賽生涯
在2005年，黃洋於上海東華大學修讀時，以隊長的身份帶領中國大學生代表隊參加在土耳其舉行的世界大學生運動會，到2012年2月在港居滿二年後首度獲香港足球代表隊徵召，並於2月29日對中華台北的國際友誼賽，首次代表香港上陣，而賽後更獲得香港足總國際事務總監郭家明以新星及教人驚喜來形容其表現，還大讚黃洋是難得的人才、香港隊需要予以機會，直到他在2016年10月11日主場以2–0擊敗新加坡國家隊的國際友誼賽，取得首個國際A級賽入球。
2019年12月，他入選香港代表隊，出戰2019年東亞足球錦標賽。
2024年1月14日，黃洋宣佈告別香港足球代表隊，總共代表香港在A級國際賽上陣71場，射入1球，是歷來代表次數第二多的球員，僅次於葉鴻輝。

## 球場以外
黃洋於2007年在上海東華大學畢業，到2011年在香港理工大學物流學士畢業後，再在2013年於香港中文大學完成運動醫學碩士課程，來港發展足球事業前，本身在內地是外資公司品質監控經理，至2008年為專心升學及提升英語水平，選擇移居香港到香港理工大學修讀物流業，更認識到由武漢來港升讀理工大學的同學兼女朋友。

## 榮譽
傑志
- 香港超級聯賽冠軍（2014–15、2016–17、2017–18、2019–20、2020–21季度）
- 香港甲組足球聯賽冠軍（2010-11、2011–12、2013–14季度）
- 香港聯賽盃冠軍（2011–12、2014–15、2015–16季度）
- 香港足總盃冠軍（2011–12、2012–13、2014–15、2016–17、2017–18、2018–19季度）
- 香港菁英盃冠軍（2017–18、2019–20季度）
- 香港高級組銀牌冠軍（2016–17、2018–19季度）
- 香港社區盃冠軍（2017年、2018年）

個人
- 香港足球先生（2012–13季度）
- 香港足球明星選舉 最佳十一人（2012–13、2015–16、2016–17、2017–18季度）

## 外部連結
- 香港足球總會網頁球員註冊資料 （页面存档备份，存于）